# Заовражный (Пензенская область)
Заовражный — упразднённый посёлок в Башмаковском районе Пензенской области. Входил в состав Кандиевского сельсовета. Ликвидирован в 1988 г.

## География
Располагался в 10 км к югу от центра сельсовета села Кандиевка.

## История
Основана в начале XX в. как выселок деревни Александровка. Входил в состав Митрофановской волости Чембарского уезда. После революции в составе Шереметьевского, Николаевского, Починковского, затем Кандиевского сельсоветов. Колхоз «Красный Октябрь».

## Население
Динамика численности населения села:
| Год             | 1911 | 1926 | 1939 | 1959 |
| --------------- | ---- | ---- | ---- | ---- |
| Население, чел. | 105  | 112  | 95   | 74   |